# Burhanuddin Rabbani
Burhanuddin Rabbani (født 20. september 1940, død 20. september 2011) var en afghansk politiker og leder af Nordalliancen i Afghanistan.
Rabbani var etnisk tadsjiker. I 1992 blev han formand for Afghanistans Islamiske Råd, og dermed den egentlige hersker i landet, indtil Kabul blev indtaget af Taliban i 1996. Derefter slog han sig ned i den nordafghanske by Faizabad og ledede, med støtte fra Iran og Rusland, en ud af fem anti-taliban-grupper.
Han forblev anerkendt som leder af Afghanistan af FN og de fleste andre lande under talibanstyret. Da USA og allierede afsatte Taliban i 2001, genindtog Rabbani Kabul og erklærede sig som Afghanistans lovlige statsoverhoved. Han overdrog formelt magten til en overgangsregering under ledelse af Hamid Karzai 22. december 2001.